# 쿰피르
쿰피르(튀르키예어: kumpir)는 터키의 군감자 요리이다. 감자를 구워 반을 가른 뒤, 토핑으로 카샤르 등 치즈, 올리비예, 소시지, 옥수수, 올리브, 완두, 버섯 등을 올려 낸다. 여러 가지 메제를 올리기도 한다. 토핑 위에 케첩이나 마요네즈 등 소스를 뿌려 먹는다.

## 이름
쿰피르라는 이름은 유고슬라비아어의 크롬피르(Krompir)에서 유래한 것으로 알려져있다.